# Interstate 85
Die Interstate 85 (kurz I-85) ist ein Interstate Highway im Südosten der Vereinigten Staaten. Sie beginnt an der Interstate 65 in Montgomery und endet an der Interstate 95 in Petersburg.

## Längen
| Meilen | km   | Staat          |  |
|        |      |                |  |
| 80     | 130  | Alabama        |  |
| 180    | 292  | Georgia        |  |
| 106    | 172  | South Carolina |  |
| 233    | 377  | North Carolina |  |
| 69     | 112  | Virginia       |  |
|        |      |                |  |
| 668    | 1082 | Total          |  |

## Wichtige Städte
- Montgomery (Alabama)
- Auburn (Alabama)
- Atlanta (Georgia)
- Anderson (South Carolina)
- Greenville (South Carolina)
- Spartanburg (South Carolina)
- Gastonia (North Carolina)
- Charlotte (North Carolina)
- Concord (North Carolina)
- Salisbury (North Carolina)
- High Point (North Carolina)
- Greensboro (North Carolina)
- Burlington (North Carolina)
- Durham (North Carolina)
- Petersburg (Virginia)

## Zubringer und Umgehungen
- Interstate 185 und Interstate 285 bei Atlanta
- Interstate 185 und Interstate 385 bei Greenville
- Interstate 285 bei Lexington
- Interstate 485 bei Charlotte
- Interstate 585 bei Spartanburg
- Interstate 785 bei Greensboro
- Interstate 985 bei Gainesville

## Zukunftsaussichten
Es ist geplant, die I-85 in westlicher Richtung bis zur I-20 bei Cuba im Bundesstaat Alabama zu verlängern. Der Verlauf der verlängerten Interstate soll sich am Verlauf des U.S. Highway 80 orientieren.